# Сільєрос-де-ла-Бастіда
Сільєрос-де-ла-Бастіда (ісп. Cilleros de la Bastida) — муніципалітет в Іспанії, у складі автономної спільноти Кастилія-і-Леон, у провінції Саламанка. Населення — 38 осіб (2010).
Муніципалітет розташований на відстані близько 200 км на захід від Мадрида, 55 км на південний захід від Саламанки.

## Демографія
Динаміка населення (INE ):

## Зовнішні посилання
- Провінційна рада Саламанки: індекс муніципалітетів
- Посилання на Google Maps